# Spindasis nairobiensis
Spindasis nairobiensis är en fjärilsart som beskrevs av Sharpe 1904. Spindasis nairobiensis ingår i släktet Spindasis och familjen juvelvingar. Inga underarter finns listade i Catalogue of Life.